# انتشار الطحالب
انتشار الطحالب  أو تورد طحلبي (أو الازدهار الطحلبي ) تعرف بالزيادة السريعة أو تراكم في كميات الطحالب (المجهرية عادة) في النظام المائي. قد تحدث انتشار الطحالب في المياه العذبة وكذلك في البيئة البحرية.فالغالب يوجد أنواع قليله من الطحالب (عوالق نباتية) مسببه في الأنتشار و بحيث ان انتشار الطحالب قد يودي الي نقص في الاكسجين في الماء بسبب ان عند موت اعداد ضخمة منها فستتغذي عليها الكائنات الدقيقة التي ستستهللك الاكسجين في عملية تحليلها